# کوری میلز
کوری میلز (انگلیسی: Cory Mills؛ زادهٔ ۱۳ ژوئیهٔ ۱۹۸۰) تاجر و سیاستمدار اهل ایالات متحده آمریکا است. او از سال ۲۰۲۳ عضو مجلس نمایندگان ایالات متحده آمریکا از حوزه انتخابیه هفتم فلوریدا است. او که یکی از اعضای حزب جمهوری‌خواه است، پیش از انتخاب شدن به‌عنوان عضو کنگره، در سازمان‌های مختلف به‌عنوان متخصص امور امنیتی و دفاعی و مدیر بازرگانی فعالیت می‌کرد.